# 토마스 르마르키
토마스 르마르키(아이슬란드어: Tómas Lemarquis, 프랑스어: Tómas Lemarquis, 1977년 8월 3일 ~ )는 아이슬란드 배우이다.

## 출연 작품
- 쓰리데이즈 투 킬
- 설국열차
- 블레이드 러너 2049